# Dominic de Habsburg
Dominic de Habsburg (n. 4 iulie 1937, Hollabrunn, Austria) este fiul arhiducelui Anton de Habsburg și al Principesei Ileana a României. Ca membru al liniei Habsburg-Lorena din Casa de Habsburg a moștenit titlurile de arhiduce al Austriei și mare duce de Toscana. Pe data de 26 mai 2006, în calitate de succesor al mamei sale, i-a fost restituit Castelul Bran.